# 中国国际广播电台内罗毕分台
中国国际广播电台内罗毕分台（英语：CRI Nairobi）是中国国际广播电台在海外的广播分台之一，于2006年2月27日开播，是中国国际广播电台的第1个海外广播分台，办公室设于肯尼亚奈洛比省内罗毕。目前每天播出19小时节目，通过FM 91.9MHz及网络广播播出节目，广播范围覆盖内罗毕地区。

## 历史
- 2006年2月27日 - 开播。

## 各语种播出时段
时间：UTC+3
- 斯瓦希里语：08:00-09:00，12:00-13:00，20:00-22:00
- 英语：06:00-08:00，09:00-12:00，13:00-20:00，参见中国国际广播电台英语环球广播
- 普通话：05:00-06:00，22:00-00:00，参见中国国际广播电台华语广播